# أليسون كيث
أليسون كيث (بالإنجليزية: Allison Keith)‏ هي ممثلة أمريكية.

## وصلات خارجية
- أليسون كيث على موقع IMDb (الإنجليزية)
- أليسون كيث على موقع ANN person (الإنجليزية)